# Lennart Almén
Lennart Elof Johannes Almén, född den 14 maj 1912 i Göteborg, död den 22 september 1996 i Nyköping, var en svensk ämbetsman. Han var måg till Edgar Reuterskiöld.
Almén avlade studentexamen 1931 och juris kandidatexamen vid Uppsala universitet 1938. Han genomförde tingstjänstgöring i Vättle, Ale och Kullings domsaga 1938–1942.  Almén blev extra ordinarie länsnotarie vid landskansliet i Östergötlands län 1942, förste länsnotarie där 1953, länsassessor i Jönköpings län 1957 och förste länsassessor där 1963. Han var landssekreterare i Södermanlands län 1966–1971 samt länsråd och landshövdingens ställföreträdare där 1971–1977. Almén blev riddare av Nordstjärneorden 1967 och kommendör av samma orden 1972.